# Jan Małysiak
Jan Małysiak (ur. 17 czerwca 1896 w Zatorze, zm. 18 czerwca 1979 w Krakowie) – podpułkownik dyplomowany kawalerii Wojska Polskiego, działacz niepodległościowy, ostatni dowódca 3 pułku strzelców konnych w Wołkowysku (1939).

## Życiorys
Urodził się 17 czerwca 1896 w Zatorze, w ówczesnym powiecie wadowickim Królestwa Galicji i Lodomerii, w rodzinie Wojciecha. Absolwent gimnazjum. 21 sierpnia 1914 wstąpił do Legionów Polskich i został przydzielony do II plutonu 3 szwadronu kawalerii. 28 czerwca 1916 awansował na kaprala. 6 kwietnia 1917 został wymieniony w „Wykazie oficerów, podoficerów i żołnierzy 2 pułku ułanów LP uprawnionych do noszenia krzyża Karola”. Po kryzysie przysięgowym (lipiec 1917) służył w 3 szwadronie 2 pułku ułanów Polskiego Korpusu Posiłkowego. Po bitwie pod Rarańczą (15–16 lutego 1918) został internowany w Synowódzku, a później wcielony do austriackiego 4 pułku dragonów i wysłany na front serbski do Knić. 
W 1918 wstąpił do 2 pułku ułanów Wojska Polskiego, który później został przemianowany na 2 pułk szwoleżerów. Od 3 grudnia 1918 walczył w Małopolsce Wschodniej przeciwko Ukraińcom jako dowódca plutonu w półszwadronie ppor. Andrzeja Kunachowicza. 18 marca 1919 jako podoficer byłych Legionów Polskich został mianowany podporucznikiem kawalerii z dniem 1 marca 1919. Walczył w wojnie polsko-bolszewickiej. 31 sierpnia 1920 w bitwie pod Komarowem został ciężko ranny.
3 maja 1922 został zweryfikowany w stopniu rotmistrza ze starszeństwem od 1 czerwca 1919 i 177. lokatą w korpusie oficerów jazdy (od 1924 – kawalerii). 15 listopada tego roku został przeniesiony do 1 pułku strzelców konnych w Garwolinie, w którym między innymi pełnił obowiązki komendanta Kadry szwadronu zapasowego. 12 kwietnia 1927 prezydent RP nadał mu stopień majora z dniem 1 stycznia 1927 i 29. lokatą w korpusie oficerów kawalerii. W sierpniu tego roku został przeniesiony do kadry oficerów kawalerii z równoczesnym przydziałem do Oficerskiej Szkoły dla Podoficerów w Bydgoszczy na stanowisko dowódcy szwadronu szkolnego. 23 grudnia 1929, po ukończeniu kursu próbnego i odbyciu stażu liniowego, został powołany do Wyższej Szkoły Wojennej w Warszawie, w charakterze słuchacza dwuletniego kursu 1929/31. Z dniem 1 września 1931, po ukończeniu kursu i otrzymaniu dyplomu naukowego oficera dyplomowanego, został przeniesiony do Dowództwa Okręgu Korpusu Nr V w Krakowie. We wrześniu 1933 został przeniesiony do 18 pułku ułanów w Grudziądzu na stanowisko zastępcy dowódcy pułku. 24 stycznia 1934 prezydent RP nadał mu z dniem 1 stycznia 1934 stopień podpułkownika w korpusie oficerów kawalerii i 1. lokatą. Od września do listopada 1935 był słuchaczem IX Kursu oficerów sztabowych kawalerii w Centrum Wyszkolenia Kawalerii w Grudziądzu. W tym samym roku został przeniesiony do 9 pułku strzelców konnych w Grajewie na stanowisko zastępcy dowódcy pułku (od lipca 1938 – I zastępca dowódcy pułku). 2 maja 1939 objął dowództwo 3 pułku strzelców konnych w Wołkowysku. Pułkiem tym, który wchodził w skład Suwalskiej Brygady Kawalerii, dowodził przez całą kampanię wrześniową m.in. w bitwie pod Kockiem.
6 października 1939, po kapitulacji Grupy Operacyjnej „Polesie”, trafił do niewoli niemieckiej. Przebywał m.in. w Oflagu VII w Murnau. Po wyzwoleniu obozu przez aliantów zgłosił się do 2 Korpusu Polskiego. Po rozwiązaniu Korpusu wrócił do Polski i zamieszkał w Krakowie. W latach 1947–1956 był inwigilowany przez organa bezpieczeństwa publicznego jako podejrzany o działalność antyreżimową. Zmarł 18 czerwca 1979 w Krakowie.

## Ordery i odznaczenia
- Krzyż Niepodległości – 6 czerwca 1931 „za pracę w dziele odzyskania niepodległości”[23][24][25][26]
- Krzyż Walecznych czterokrotnie[19][27]
- Odznaka Pamiątkowa II Brygady Legionów[2]
- Krzyż Oficerski Orderu Korony Rumunii[28][29]
- Srebrny Medal Waleczności 2. klasy[2][3]